# Charles Mackerras
Alan Charles Maclaurin Mackerras (17. listopadu 1925, Schenectady, New York, USA – 14. července 2010, Londýn, Spojené království) byl britský dirigent a hudební skladatel australského původu, mj. známý odborník na český repertoár, žák Václava Talicha.

## Životopis
Studoval v Sydney a v Praze. Jeho učitelem byl především dirigent Václav Talich.
Debutoval v Sadler’s Wells, pozdější Anglické národní opeře.
V letech 1966–69 byl prvním dirigentem Hamburské státní opery. V letech 1970–77 byl uměleckým ředitelem Anglické národní opery.
V období 1993–96 byl prvním hostujícím dirigentem Operní společnosti v San Franciscu. Rovněž byl dlouholetým spolupracovníkem Metropolitní opery v New Yorku.

## Česká ocenění
V roce 1995 byl za svoji dlouholetou spolupráci a významný přínos pro český hudební život jmenován hlavním hostujícím dirigentem České filharmonie.
V roce 1996 byl oceněn medailí Za zásluhy I. stupně.
V květnu 1999 byl jmenován čestným doktorem Akademie múzických umění v Praze. 
V roce 2004 obdržel čestný akademický titul doctor honoris causa na Janáčkově akademii múzických umění.
V dubnu 2010 obdržel od ministra kultury Václava Riedlbaucha medaili Artis Bohemiae Amicis (Přátelům českého umění) za propagaci českého umění.